# Дятлик
Дя́тлик (Campethera) — рід дятлоподібних птахів родини дятлових (Picidae). Представники цього роду мешкають в Африці на південь від Сахари. Їх найближчими родичами є південноафриканські сіроголові дятли з монотипового роду Geocolaptes.

## Опис
Дятлики — дятли дрібного і середнього розміру. Їх середня довжина становить 14-30 см, а вага 30-134 г. Вони мають переважно строкате забарвлення, верхня частина тіла у них оливково-зелена, жовтувавто-зелена або оливково-коричнева, сильно поцяткована білуватими смужками або плямами, нижня частина тіла білувата, жовтувата або зеленувато-жовта, поцяткована трикутної форми плямами або смугами. Забарвлення голови різниться в залежності від виду. У більшості самців на верхній частині голови є яскраво-червоні плями, у самиць вони обмежені потилицею або відсутні. Дзьоби короткі або середньої довжини, прямі, переважно сірі. Лапи чотирипалі, зигодактильні, зеленувато-сірі. Райдужки червонуваті або червонувато-карі.
Вокалізації дятликів різноманітні, переважно складаються з серій високих і різких звуків, а також квохтання і пронизливих писків, що нагадують крики крутиголовки або дрібних соколів. Барабанний дріб зазвичай короткий і доволі тихий, деякі види, наприклад, момбаські дятлики, здається, зовсім не барабанять.
Дятлики живуть в сухих тропічних лісах і рідколіссях, а акацієвих і молочаєвих саванах, в галерейних лісах, в міомбо, на плантаціях, в парках і садах. Вони уникають як пустель і безлісних трав'янистих рівнин, так і густих вологих тропічних лісів. Дятлики зустрічаються поодинці, парами або невеликими сімейними зграйками, ведуть осілий спосіб життя. Живляться комахами, переважно мурахами і термітами, а також жуками, їх личинками, павуками, багатоніжками тощо. Шукають їжу на деревах, під корою, деякі види дятликів ведуть наземний спосіб життя і шукають їжу на землі, а деякі шукають комах серед моху і лишайників у верхній частині старих дерев. Гніздяться в дуплах дерев. В кладці від 2 до 5 яєць. Насиджують і доглядають за пташенятами і самиці, і самці.

## Види
Виділяють одинадцять видів:
- Дятлик жовтогрудий (Campethera punctuligera)
- Дятлик акацієвий (Campethera bennettii)
- Дятлик плямистий (Campethera scriptoricauda)
- Дятлик нубійський (Campethera nubica)
- Дятлик золотохвостий (Campethera abingoni)
- Дятлик момбаський (Campethera mombassica)
- Дятлик натальський (Campethera notata)
- Дятлик чорнохвостий (Campethera maculosa)
- Дятлик зеленокрилий (Campethera cailliautii)
- Дятлик гірський (Campethera tullbergi)
- Campethera taeniolaema[9]

## Етимологія
Наукова назва роду Campethera походить від сполучення слів дав.-гр. καμπη — гусінь і θηρας — мисливець.